# Gy, Genève
Gy är en ort och kommun i kantonen Genève, Schweiz. Kommunen har 550 invånare (2023).
Kommunen gränsar till Frankrike.